# Жабниця (Західнопоморське воєводство)
Жабниця (пол. Żabnica) — село в Польщі, у гміні Ґрифіно Грифінського повіту Західнопоморського воєводства.
Населення — 495 осіб (2011).
У 1975-1998 роках село належало до Щецинського воєводства.

## Демографія
Демографічна структура станом на 31 березня 2011 року:
|          | Загалом | Допрацездатний вік | Працездатний вік | Постпрацездатний вік |
| -------- | ------- | ------------------ | ---------------- | -------------------- |
| Чоловіки | 252     | 50                 | 183              | 19                   |
| Жінки    | 243     | 48                 | 145              | 50                   |
| Разом    | 495     | 98                 | 328              | 69                   |